# Amrize
Amrize ist ein Schweizer Baustoffproduzent. Das Unternehmen wurde am 13. April 2023 als Holcim North America Finance AG mit Sitz in Zug gegründet und 2025 in Amrize umbenannt; es führt als Abspaltung vom Beton- und Baustoffkonzern Holcim das Nordamerika-Geschäft der Muttergesellschaft weiter. Den Entscheid zur Abspaltung fällte die Holcim-Geschäftsleitung im Januar 2024.
Bei der Eröffnung der Schweizer Börse SIX am 23. Juni 2025 – dem ersten Handelstag von Amrize – erreichte es eine Marktkapitalisierung von 24,7 Milliarden Schweizer Franken, fiel jedoch bis Handelsschluss um 8,8 Prozent. Die bestehenden Holcim-Aktionäre erhielten pro Aktie zusätzlich eine Amrize-Aktie. Die Holcim-Aktie fiel gleichentags durch den Wegfall des Amrize-Geschäftsvermögens um 33 Prozent; der Verlust ist aber geringer ausgefallen als erwartet.